# Haematosticta sanguiguttata
Haematosticta sanguiguttata är en fjärilsart som beskrevs av George Francis Hampson 1896. Haematosticta sanguiguttata ingår i släktet Haematosticta och familjen nattflyn. Inga underarter finns listade i Catalogue of Life.